# Aleksej Leonov

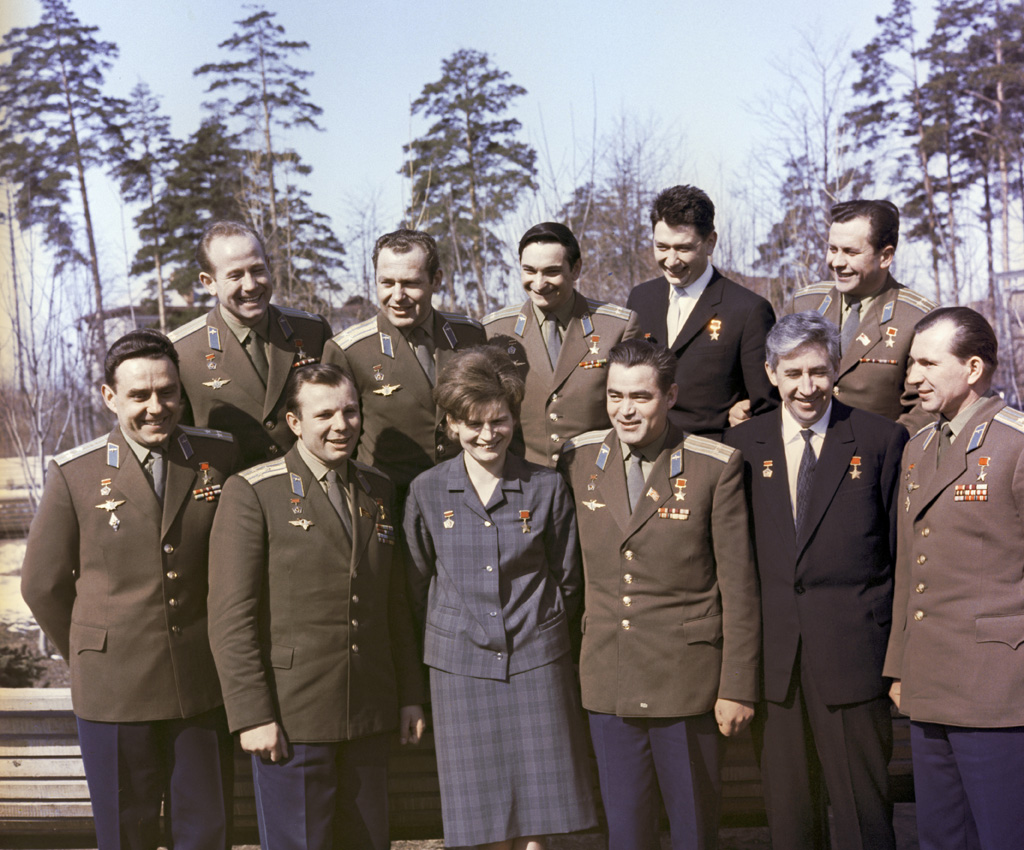
Kosmonauter, 1965. Leonov till vänster på övre raden.

Aleksej Archipovitj Leonov (ryska: Алексе́й Архи́пович Лео́нов), född 30 maj 1934 i Listvjanka i Kemerovo oblast, död 11 oktober 2019 i Moskva, var en sovjetisk kosmonaut, flygvapenofficer och konstnär. Han blev den första människan att lämna en rymdfarkost och genomföra en rymdpromenad; det skedde utanför Voschod 2 den 18 mars 1965.

## Rymdfärder

### Voschod 2
Den 18 mars 1965 blev Leonov den första människan att genomföra en rymdpromenad. Dramatik uppstod då Leonov skulle återvända in i rymdfarkosten. Eftersom hans dräkt hade utvidgat sig mer än beräknat i rymdens vakuum kunde han först inte ta sig in i luftslussen. Efter ett antal försök lyckades dock Leonov tränga sig in genom öppningen och en tragedi kunde undvikas.  Denna första rymdpromenad varade i cirka 12 minuter.
Den ryska dramafilmen Vremja pervych från 2017 handlar om Leonov och Voschod 2.

### Apollo-Sojuz-Test-Projekt
Leonov var befälhavare för Sojuz 19. Sojuz 19 ingick i Apollo-Sojuz-testprojektet och dockade med ett amerikanskt Apollorymdskepp i juli 1975.

## Konst
Leonov verkade även som konstnär. Han sökte till Konstakademin i Riga innan han började sin utbildning i det sovjetiska flygvapnet. Under Apollo-Sojuz-testprojektet gav han de amerikanska astronauterna porträtt han tecknat av dem, och han blev även den första att göra en skiss av jordklotet från rymden. Han har illustrerat över tio böcker.

## Eftermäle
Nedslagskratern Leonov, på månen och asteroiden 9533 Aleksejleonov har uppkallats efter honom.

## Rymdfärdsstatistik
| Färd      | Datum                | Tid       | EVA     |
| --------- | -------------------- | --------- | ------- |
| Voschod 2 | 1965 18 mars–19 mars | 26:02:17  | 0:12:00 |
| ASTP      | 1975 15 juli–21 juli | 142:30:54 | 0:00:00 |
| Summa     | Summa                | 168:33:11 | 0:12:00 |